# 관로 (인물)
관로(管輅, 209년 ~ 256년)는 중국 후한 말기 ~ 조위의 점술가로, 자는 공명(公明)이며 평원군 사람이다.

## 행적

### 점술
주역(周易)과 수학에 정통하고 관상술에 능하였다. 이미 8, 9세에 천문을 보는 것을 즐겼다고 한다. 곽은, 왕기, 신도 현령, 왕경, 유장인, 왕홍직, 제갈원, 관효국에게 점술을 베풀어 적중한 이야기가 기록되었다.

### 출사
청하태수 화표(華表)가 관로를 불러 문학연으로 삼았다. 안평의 조공요(趙孔曜)가 관로를 기주자사 배휘(裵徽)에게 천거하여 배휘가 관로를 불러 문학종사로 삼고, 서로 만나 관로와 친교를 맺었다. 거록으로 옮겨 치중별가로 승진했다. 정시 9년(248년), 수재로 천거되었다.
위나라의 위부상서 하안이 그를 초대하여 자신의 점괘를 묻는데 하안이 꾼 꿈을 두고 불길하게 해석하였다. 하안과 등양은 이를 받아들이지 않았다. 관로의 숙부가 이를 듣고 관로에 대해 화를 냈지만, 하안은 실제로 10여 일이 지나고 사망하였다.
정원 2년(255년), 동생 관신(管辰)이 관로에게 부귀하게 될지를 물었다. 그러나 관로는 자신의 관상을 보고, 곧 죽거나, 죽음을 면하여도 낙양 현령으로 치적을 남기는 데 그칠 것이라고 예견하고 탄식했다. 이 해 8월, 소부승이 되었다.
이듬해 2월에 죽었으며, 이때 나이가 48세였다.

## 《삼국지연의》의 묘사
좌자가 기행을 부려 조조를 병들게 하였을 때, 조조는 태사승 허지(許之)에게 점을 치게 했다. 허지는 이를 사양하고, 조조에게 선자춘, 곽은, 왕기, 제갈원, 늙은 여인, 조안에 대한 관로의 점술을 들어 관로를 천거했다. 조조는 관로에게 점을 치게 했다. 관로는 “그것은 한갓 환술일 뿐인데, 어찌 걱정하십니까?”라고 말하니, 조조는 마음이 편안해지고 차차 병이 나았다.
조조는 다시 천하 대세를 점치게 하니, 관로는 점을 치고 가로되: '삼팔 종횡, 누른 돼지가 범을 만나다. 정군 남쪽에서 넓적다리(고굉지신) 하나를 잃으리라.' 조조는 관로를 태사로 임명하려 했으나, 관로는 자신의 관상이 보잘것없음을 들어 사양했다. 다시 오와 촉에 대해 점을 치게 했더니, 관로는 괘를 들고 가로되, '오는 대장 하나가 죽고, 촉은 병사로 경계를 범하리라.' 과연 오에서는 노숙이 죽었고, 촉에서는 장비와 마초를 보내 하변을 노린다는 보고가 들어왔다. 조조는 친히 한중으로 가 구원하려 했으나, 관로가 허도의 대화재를 예언하고 조조가 친히 움직이지 않도록 조언했다. 조조는 관로의 영험을 보았으므로 감히 움직이지 않았다. 한중 공방전에서, 하후연이 정군산에서 전사하여 '정군 남쪽에서 넓적다리 하나를 잃으리라'는 점괘가 들어맞았다.
훗날, 하안과 등양을 만나 저희의 관상을 보고 또 하안의 꿈을 풀이한 일화는 《삼국지》 방기전에 서술한 바와 거의 같다. 하안과 등양은 과연 얼마 못 가 죽었고, 관로의 예언은 적중했다.

## 같이 보기
- 삼국지 인물 목록